# Gais, Appenzell Ausserrhoden
Gais (schweizertyska: Gääss) är en ort och kommun i kantonen Appenzell Ausserrhoden i Schweiz. Kommunen har 3 147 invånare (2023).
Gais gränsar till kommunerna Appenzell, Trogen och Bühler. Torget i samhället Gais ligger 933 m ö.h.. Första gången som Gais omnämns är 1272.